# Kada no Azumamaro
Kada no Azumamaro est un nom japonais traditionnel ; le nom de famille (ou le nom d'école), Kada, précède donc le prénom (ou le nom d'artiste).
Kada no Azumamaro (荷田 春満) (3 février 1669 - 8 août 1736) est un philologue et poète japonais du début de la période Edo issu d'une famille d'érudits qui, pendant des générations, a fourni des prêtres shinto au sanctuaire de Fushimi Inari-taisha à Fushimi-ku. Dès son jeune âge, il étudie la poésie japonaise traditionnelle waka ainsi que la pensée et les croyances shinto, et sa précocité est telle qu'il est bientôt employé comme précepteur de poésie pour l'un des fils de l'empereur Reigen (regnabat 1663-1687).
En 1699 il s'installe à Edo où il enseigne les classiques du shintoïsme, un curriculum qui inclut alors les textes anciens tels que le Man'yōshū et le Nihon Shoki. Ses études des anciens classiques bénéficient particulièrement des travaux du prêtre bouddhiste Keichū et ces deux penseurs peuvent être considérés comme les pères fondateurs du mouvement de la pensée nativiste connue sous le nom kokugaku (« études nationales »). Le Kokugaku, avec l'école kogaku (古学, « anciennes études »)  fondée par Kamo no Mabuchi, posent les fondations à la fois de la renaissance de l'intérêt pour la  culture et la poésie classiques japonaises, et la critique nativiste de l'idéologie confucéenne qui s’avère d'une grande importance idéologique pendant et après la transformation du Japon en une nation qui se modernise sous le règne de l'empereur Meiji.